# Château de Caradeuc
Le château de Caradeuc est un château du XVIIIe siècle entouré d'un grand parc paysager, situé sur les communes de Longaulnay, Becherel, Saint-Pern (Ille-et-Vilaine) et Plouasne (Côtes-d'Armor) en région Bretagne. 
Le château est construit dans le style classique à partir de 1722 pour la famille de Caradeuc de La Chalotais, des parlementaires bretons. Il passe ensuite aux mains du comte Alfred de Falloux, puis de la famille de Kernier qui commande à Edouard André la création du parc. 
Le parc est composé de parterres à la française autour du château, eux-mêmes entourés d'un vaste parc paysager boisé, traversé d'allées ombragées et peuplé de monuments et de statues inspirés de l'histoire et de la mythologie. L'ensemble s'étend sur 37 hectares ; il est considéré comme le plus vaste parc de Bretagne. 
Le château et le parc sont inscrits monument historique. Le parc est un site classé et a reçu le label Jardin remarquable. 

## Situation
Le parc et le château de Caradeuc sont situés à l'extrémité ouest de la colline de Bécherel, le bourg le plus proche. Le parc s'étend sur quatre communes (Bécherel,Longaulnay, Saint-Pern et Plouasne) et deux départements (Ille-et-Vilaine et Côtes-d'Armor). Le bâtiment principal du château se trouve à la limite sud de la commune de Plouasne. 
Le mont Affilain, un des points culminants (187 mètres) de la région, est dans le parc, à l'emplacement de la sphère armillaire.

## Architecture
À sa construction vers 1723, le château était constitué d’un grand corps de logis flanqué de deux pavillons latéraux aux toits légèrement surélevés. Au centre se trouvait un embryon de pavillon légèrement en saillie surmonté d’un fronton triangulaire qui ne dépassait pas la hauteur des lucarnes du corps de logis. Celui-ci était relié aux bâtiments de service.
Lors de la rénovation du château après la Révolution française, le château est séparé des communs, les pavillons central et oriental sont encastrés de pilastres de granit gris-bleu de Lanhélin et le pavillon central est surmonté d’un nouveau fronton de pierre blanche où est gravé le blason de la famille des Caradeuc accolé à celui des Martel (épouse de Raoul Caradeuc de la Chalotais) ainsi que la devise des Caradeuc : « Arreste ton cœur ». Le péristyle d’entrée est édifié, mais le pavillon occidental est laissé en mauvais état.
L’architecture actuelle du château date de la fin du XIXe siècle. Sous la direction de l’architecte Mellet[Lequel ?], les toitures des pavillons sont rehaussées — le pavillon ouest a entre-temps été supprimé — afin de leur donner un aspect à la Mansart, les lucarnes de pierre blanche sont remplacées par de nouvelles en granit de Kérinan. Les anciennes colonnes du péristyle sont supprimées ; il est actuellement constitué de deux paires de colonnes jumelées surmontées d’une balustrade en pierre. Sur la façade nord, un imposant escalier à double révolution mène à deux terrasses munies de balustrades courant au long du corps de logis.

## Historique

### La fondation
Anne-Nicolas de Caradeuc (1667-1752) fit construire le château « des Hauteurs » sur un terrain vierge de la colline de Bécherel. La bénédiction de la première pierre a lieu le 23 juin 1722 et la construction s'achève vers 1723. À la suite du décès d'Anne-Nicolas, son fils Louis-René devient propriétaire du château et se livre à des expériences agronomiques sur les terres de Caradeuc. Un jardin potager clos de murs est ainsi construit à l'ouest de la demeure.
À la Révolution, un sabotier achète le domaine qui est vendu comme bien national et abat tous les  hêtres pour en faire des sabots.

### La restauration
De retour de l'émigration, le petit-fils de Louis-René, Raoul, entreprend de grands travaux de rénovation de la propriété tant au niveau architectural — voir la section Architecture de cet article — qu'au niveau paysager. Influencé par ce qu'il a vu en Angleterre, il confie à l'architecte paysagiste Lhérault la création d'un parc à l'anglaise en 1847. Une percée est faite à l'ouest au-delà du potager en forme de lyre afin d'accentuer la perspective. De nos jours, seuls subsistent l'allée serpentine menant à l'étang au nord du château et les ruines du lavoir qui s'y trouvait.
En 1881, l'homme politique Alfred de Falloux hérite du château après le décès de sa femme Marie de Caradeuc et de sa fille Loyde. C'est lui qui fait abattre la futaie de sapins qui se situait au nord de la demeure afin de profiter du panorama sur la haute vallée de la Rance et sur le pays de Dinan. Il fait alors don de Caradeuc à Paul de Kernier et son épouse, Gabrielle des Nétumières, descendant de La Chalotais.

### Le parc à la française
C'est leur fils René de Kernier (1866-1945) qui fait remanier le château et adapte le jardin à la nouvelle architecture du bâtiment. Il fait appel à l'architecte-paysagiste Édouard André, alors très en vogue, en 1898 afin de réaliser le nouveau parc. Celui-ci place des parterres à la française devant la demeure et les entoure d'un parc paysager. Au cours de sa vie, René de Kernier ne va pas cesser d’ajouter des monuments variés qu’il parvient à acquérir. Il achète notamment les pierres du château de la Costardais, démonté pour être transporté en Amérique, mais dont le propriétaire est touché par la crise financière de 1929.
Le développement architectural du parc se termine en 1950 avec le travail de Jacques de Wailly qui dessine la partie est du domaine. La tempête de 1987 renverse de nombreux arbres centenaires et entraîne une profonde altération de l’apparence du parc.

### La protection du parc et du château
Après la fin de la Seconde Guerre mondiale, le 14 août 1945, le parc du château de Caradeuc est classé site naturel. Les façades, les toitures et les communs du château ont été inscrits au titre des monuments historiques le 1er février 1978 puis le 21 février 2011,,,. Le parc a reçu le label « Jardin remarquable ».

## Parc

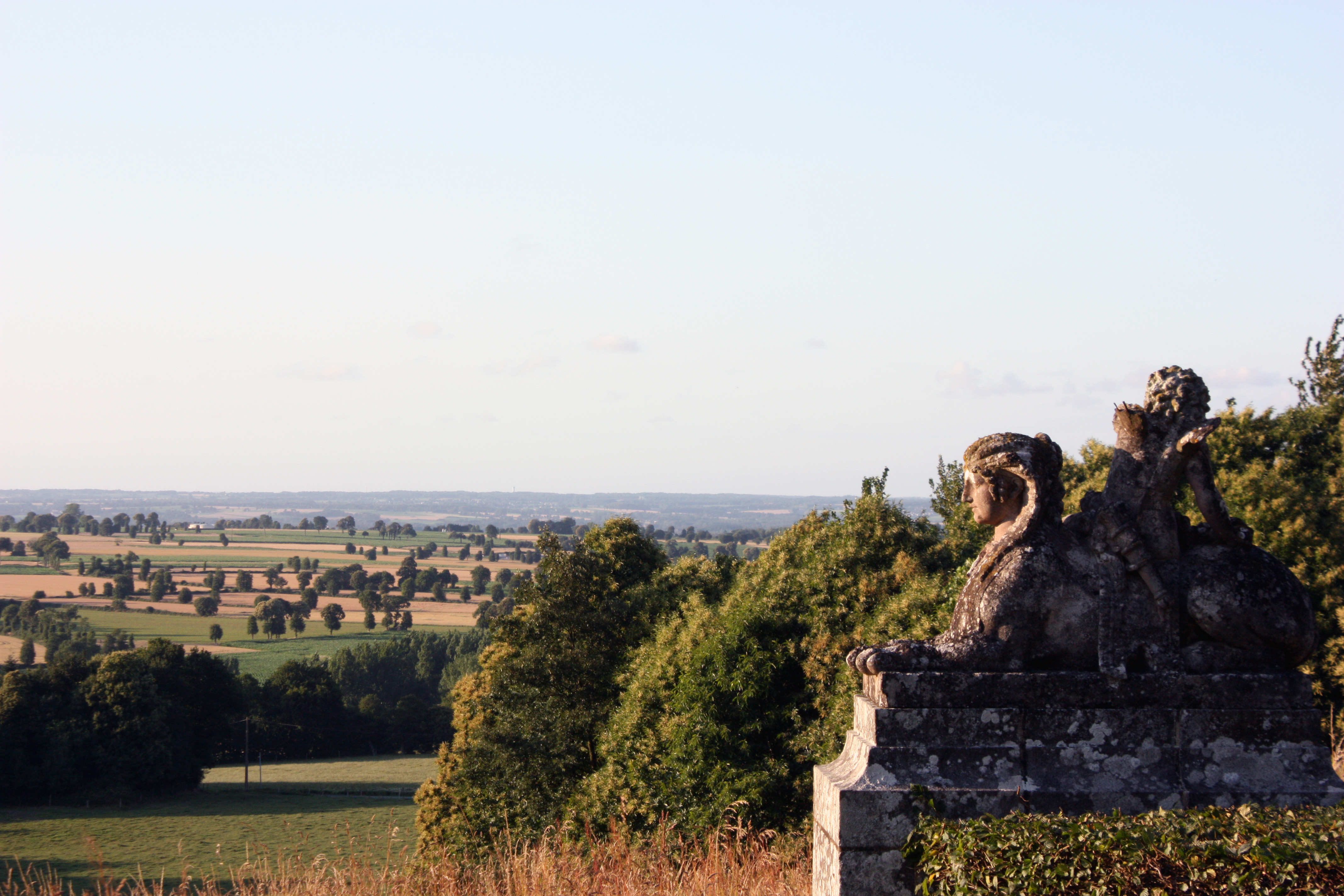
Sphinge du parc du Château.

### L'allée d'arrivée et les parterres à la française
La conception de l’arrivée depuis la route posa des difficultés à Édouard André en raison d’une différence de niveau de 8 mètres entre le château et la voie publique. Il résolut la question en créant un hémicycle de 20 mètres de rayon au centre duquel il installa une conciergerie inspirée de celle du parc de Bagatelle encadrée de deux grilles d’entrée importées du parc de l’ancien puits artésien de Grenelle à Paris et reliées à ce bâtiment par des balustrades de granit.
Des grilles, l’accès à l’allée d’arrivée se fait par deux rampes en forme de fer à cheval. Celle-ci commence au pied d’une statue de Philémon abritée sous une voute de charmes. Elle passe ensuite entre deux lions en fonte campés sur des stèles de granit, puis entre deux rangées d’ifs taillés semblables à ceux des parterres, puis entre deux colonnes de granit surmontées de vases de pierre, puis traverse un rond-point où se trouvent deux lampadaires.
Les parterres à la française sont habituellement situés à l’arrière de la demeure, mais à Caradeuc la forte pente du versant nord ne le permettait pas. Édouard André décida donc de les créer de part et d’autre de l’allée d’arrivée. La partie sud des parterres est délimitée par des douves en quart de cercle bordées à l’extérieur par des bornes de granit reliées entre elles par des chaînes et à l’intérieur par des balustrades se prolongeant sur les côtés est et ouest.
Les parterres eux-mêmes sont divisés en quatre compartiments par une allée transversale. Les deux plus petits contiennent un vase en leur milieu tandis que les grands compartiments plus proches de du château sont agrémentés d’un miroir Louis XIV (bassin).

### Le parterre de Diane

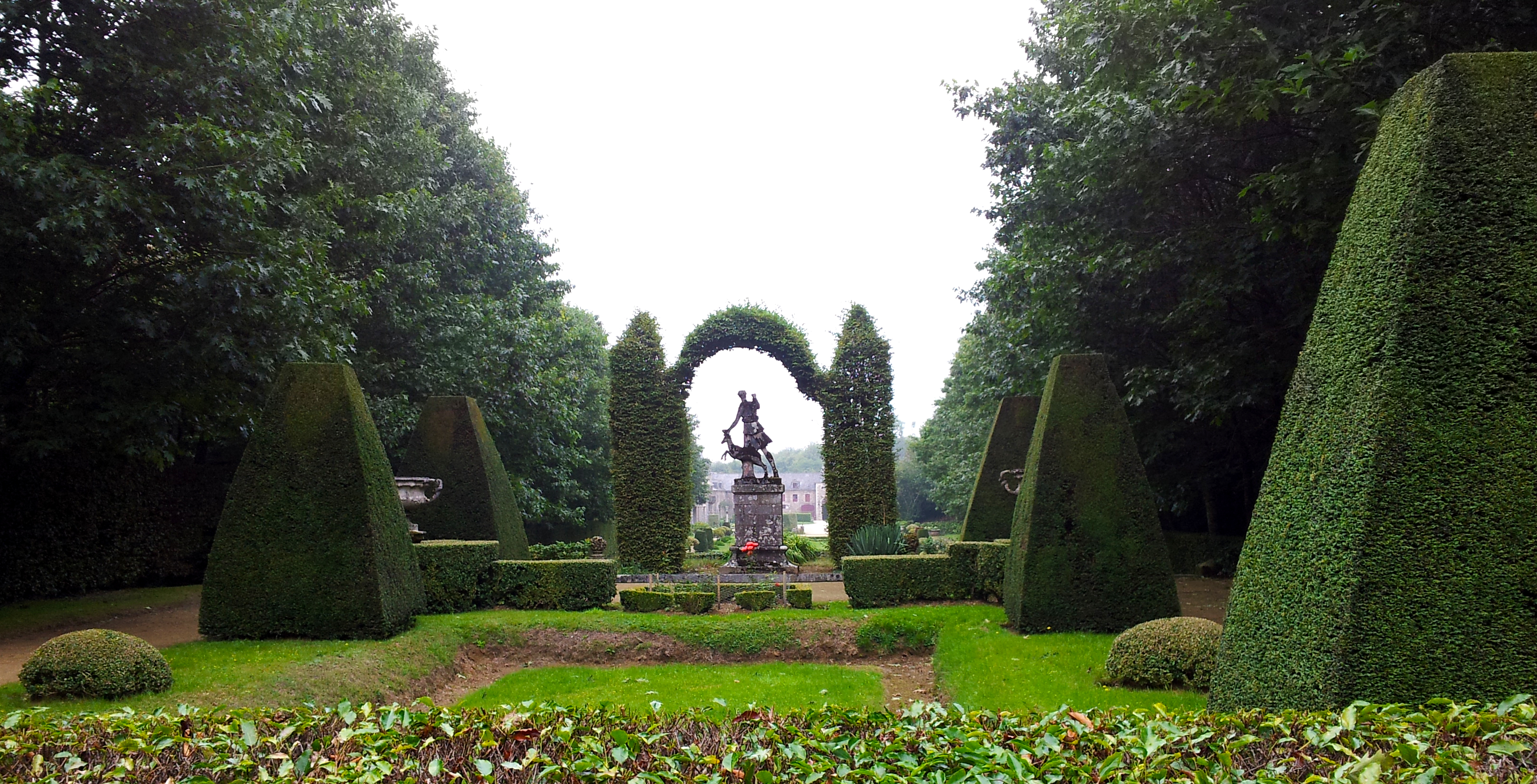
Le parterre de Diane.

Le parterre de Diane, aussi appelé le « tapis vert », est la pièce principale de l'aménagement d’André. Dessiné à l'emplacement de l'ancien jardin potager, il a une forme de lyre qui allonge la perspective et semble ainsi éloigner la statue de Diane chasseresse qui domine le parterre du haut d'une terrasse hémicyclique flanquée de deux larges escaliers de 13 marches. Derrière elle se trouve un banc provenant du parc du château de la Muette à Paris. Au milieu du parterre, deux niches sont taillées de part et d'autre dans la haie de charmilles. Elles abritent un faune et une nymphe sous des porches provenant du château de la Costardais.
Entre la demeure et le tapis vert, une statue en marbre de Carrare de Louis-René Caradeuc de la Chalotais a été inaugurée en 2001 afin de célébrer le tricentenaire de sa naissance. Elle a été sculptée par Chamming's. Au-delà de la statue, un petit escalier entouré des deux côtés par des statues de lions allongés permet d’accéder au parterre de Diane.

### Le rond-point des empereurs
Le rond-point des empereurs est relié au parterre de Diane par un boulingrin en creux marqué par des ifs pyramidaux situé derrière la statue de Diane chasseresse. Huit niches logeant chacune un buste en marbre de Carrare d’empereur ou d’impératrice romaine séparées par des bancs en granit sont découpées dans une haie épaisse de laurier du Portugal. Une large vasque provenant de la prison de la route de Fougères à Rennes est placée au centre du rond-point. Vers le sud, une courte allée permet de rejoindre l’allée de Falloux en passant sous l’ancien portail du parc remplacé en 1898 et orné du C des Caradeuc.

### L'allée de Saint-Méen
Vestige du parc de Lhérault, l’allée de Saint-Méen se trouve dans le prolongement du parterre de Diane et du rond-point des empereurs. Elle aussi en forme de lyre, elle est plantée de platanes. Cette perspective est fermée à l’ouest par une haie de lauriers et un petit kiosque afin de masquer la rupture de pente.

### L'allée de Falloux
Commençant au milieu du jardin français devant la maison, l’allée de Falloux s’étire vers l’ouest sur 400 mètres. Au niveau du rond-point des empereurs, dans une ancienne lucarne du château, se trouve une statue de provenance locale représentant Jeanne d’Arc coiffée de la mitre des relapses. À son sommet, André a installé un monument circulaire constitué à la base par quatre bancs en quart de cercle séparés par des bacs à fleurs et sert d’assise à un cône de terre surmonté d’un lanternon de pierre blanche. Il sert à masquer la rupture de pente de l’allée qui redescend de l’autre côté et se termine par un monument servant de tribune à une statue de fonte de Falloux, réplique de celle érigée à Segré.

### L'allée de Zéphyr et l'allée de Paimpont
Parallèlement à l’allée de Falloux mais de l’autre côté du parterre de Diane chasseresse, une troisième allée part de la terrasse nord vers l’ouest. En haut de la pente se dresse une tholos contenant une statue de bois représentant Zéphyr. Au niveau du rond-point des empereurs, le monument de l’enfant chasseur s’élève. Cette sculpture de pierre reconstituée est enchâssée dans une lucarne Renaissance provenant du château de la Costardais. Au bout de l’allée, il y a un banc semi-circulaire dont le dossier est surmonté de deux vases en fonte.

### La terrasse nord
Parallèlement à la construction de l’escalier nord par Mellet, André a dessiné une terrasse. Vaste terre-plein bordé par des chaînes soutenues par des bornes en granit tendues entre deux sphinges placées aux extrémités du terre-plein. Au milieu de la terrasse se trouve une statue de Pan jouant de la flûte.
La prairie en contrebas est encastrée de hautes futaies et l’étang situé au pied de la colline permet d’apprécier la hauteur de la dénivellation.

### L'allée de Louis XVI
En vis-à-vis de l’allée de Zéphyr se trouve l’allée de Louis XVI. En 1950, Alain de Kernier (1896-1959) obtient le prêt par la mairie de Rennes d’une statue du roi Louis XVI (l'une des cinq effigies de ce roi existant encore en France) et la place au bout de cette courte allée à la place d’une statue de Baucis. Cette statue, commandée en 1826 par la mairie pour être placée dans la niche de l’hôtel de ville avait été achevée après la Révolution de 1830 et reléguée au musée des Beaux-arts de Rennes durant 120 ans. Raymond Cornon, architecte des Monuments historiques, a créé le cadre surmonté de balustres qui met en valeur la taille de la statue royale.

### L'allée et le rond-point de Bécherel
Le rond-point de Bécherel a été créé par de Wailly en 1950. Il permet de relier l’allée de Bécherel et l’allée de Louis XVI située en contrebas. Une autre allée mène jusqu’aux parterres français. C’est dans ce rond-point que la statue de Baucis fut relogée après l’installation de celle de Louis XVI. L’allée de Bécherel, longue de 700 mètres, mène à une Vierge de Lourdes surmontant une grotte artificielle installée là par l’épouse de Falloux, Marie de Caradeuc.

### Le mont Affilain
Relique des bois qui avant couvraient la colline, le massif du mont Affilain est constitué de deux sommets boisés en vis-à-vis. Ils ont été replantés à la suite de la tempête et une colonne surmontée d’une sphère armillaire a été installée sur le point culminant du parc.

### Télévision
- 1987 : Le Gerfaut par Marion Sarraut.